# Alexander Hamilton McDonald
Pour les articles homonymes, voir McDonald.
Cet article possède un paronyme, voir Alexander McDonald.
Alexander Hamilton (Hammy) McDonald (16 mars 1919 - 31 mars 1980) est un homme politique canadien de la Saskatchewan. Il est député provincial libéral de la circonscription saskatchewanaise de Moosomin de 1948 jusqu'à sa démission en 1965. Dès 1955, il est chef du Parti libéral saskatchewanais et chef de l'opposition jusqu'en 1960.

## Biographie
Né à Fleming en Saskatchewan, McDonald sert durant la Seconde Guerre mondiale en tant que Flight lieutenant dans le Corps d'aviation canadien. Après plusieurs combats dont l'un où son avion Spitfire au-dessus de la Manche et qu'il est rescapé par un bateau de pêcheurs anglais, il revient de la guerre avec plusieurs décorations dont la Distinguished Flying Cross.
Élu député libéral en 1948, il est réélu en 1952, 1956, 1960 et en 1964. Durant cette période il occupe la position de chef et par la suite de ministre de l'Agriculture et vice-premier ministre de 1964 à 1965 dans le gouvernement du premier ministre Ross Thatcher.
Il démissionne de ses fonctions parlementaires provinciales en 1965 après avoir accepté un poste au Sénat du Canada pour la division sénatoriale de Moosomin. Durant son passage au Sénat, il occupe entre autres les fonctions de représentant du gouvernement au Sénat et de whip du gouvernement au Sénat.
McDonald meurt en fonction en 1980.